# Lake Ronald
Der Lake Ronald ist ein See in der Region Southland auf der Südinsel von Neuseeland.

## Geographie
Der Lake Ronald befindet sich im Fiordland National Park, zwischen dem Milford Sound/Piopiotahi im Nordosten, rund 7,3 km entfernt und der Poison Bay im Südwesten, rund 5,0 km entfernt. Der auf einer Höhe von 434 m liegende See ist von bis zu 1549 m hohen Bergen umgeben, die zur Küste der Tasmansee hin auf deutlich unter 1000 m abfallen und das Meer nur knapp über 2 km entfernt liegt. Mit einer Flächenausdehnung von rund 1,16 km² erstreckt sich der Lake Ronald über eine Länge von 1,77 km in Südsüdwest-Nordnordost-Richtung und misst an seiner breitesten Stelle rund 935 m in Westnordwest-Ostsüdost-Richtung.
Der Abfluss des Sees, der über keine bedeutsamen Zuflüsse verfügt, befindet sich an seiner östlichen Seite und führt über den Stream seine Wässer den 53 m hohen McKenzle Falls zu, um rund 2,8 km später in den Transit River zu münden, der wiederum nach rund 2,7 km in der Tasmansee sein Ende findet.